# Scott Chipperfield
Scott Chipperfield (ur. 30 grudnia 1975 w Sydney) – australijski piłkarz grający na pozycji obrońcy lub pomocnika.

## Życiorys

### Kariera klubowa
Chipperfield pochodzi z Nowej Południowej Walii. Pierwszym poważnym klubem w karierze Scotta był Wollongong Wolves. Przez 5 sezonów reprezentował ten klub w rozgrywkach ligi australijskiej, National Soccer League. Był bardzo bramkostrzelnym obrońcą. W 2001 roku zainteresował się nim szwajcarski FC Basel i Chipperfield trafił w lecie do tamtejszego klubu. Z FC Basel zdobył już 4 tytuły mistrzowskie (2002, 2004, 2005 oraz 2008), a także 4 Puchary Szwajcarii (2002, 2003, 2004 oraz 2007). Grał także w Lidze Mistrzów UEFA.
| Sezon   | Klub              | Kraj       | Rozgrywki              | Mecze | Bramki |
| ------- | ----------------- | ---------- | ---------------------- | ----- | ------ |
| 1996/97 | Wollongong Wolves | Australia  | National Soccer League | 16    | 4      |
| 1997/98 | Wollongong Wolves | Australia  | National Soccer League | 29    | 13     |
| 1998/99 | Wollongong Wolves | Australia  | National Soccer League | 27    | 3      |
| 1999/00 | Wollongong Wolves | Australia  | National Soccer League | 35    | 13     |
| 2000/01 | Wollongong Wolves | Australia  | National Soccer League | 24    | 17     |
| 2001/02 | FC Basel          | Szwajcaria | Swiss Super League     | 33    | 6      |
| 2002/03 | FC Basel          | Szwajcaria | Swiss Super League     | 22    | 3      |
| 2003/04 | FC Basel          | Szwajcaria | Swiss Super League     | 31    | 7      |
| 2004/05 | FC Basel          | Szwajcaria | Swiss Super League     | 26    | 5      |
| 2005/06 | FC Basel          | Szwajcaria | Swiss Super League     | 28    | 5      |
| 2006/07 | FC Basel          | Szwajcaria | Swiss Super League     | 36    | 6      |
| 2007/08 | FC Basel          | Szwajcaria | Swiss Super League     | 16    | 7      |
| 2008/09 | FC Basel          | Szwajcaria | Swiss Super League     | 25    | 12     |
| 2009/10 | FC Basel          | Szwajcaria | Swiss Super League     | 26    | 13     |
| 2010/11 | FC Basel          | Szwajcaria | Swiss Super League     | 21    | 5      |
| 2011/12 | FC Basel          | Szwajcaria | Swiss Super League     | 6     | 0      |

### Kariera reprezentacyjna
W reprezentacji Australii Chipperfield debiutował 25 września 1998 roku w wygranym 3:1 meczu z reprezentacją Fidżi.
Pomógł reprezentacji Australii w awansie do finałów Mistrzostw Świata w Niemczech. Zagrał w obu barażowych meczach z reprezentacją Urugwaju. Został także powołany przez Guusa Hiddinka do 23-osobowej kadry na same finały MŚ. W meczach grupowych zagrał we wszystkich 3 meczach wychodząc w pierwszej jedenastce. Pomógł reprezentacji Australii w historycznym awansie do 1/8 finału Mistrzostw Świata.
Zagrał też we wszystkich trzech meczach Australii na Mundialu w 2010 roku.